# جبل الهوارية
جبل الهَوَارِيّة جبل يقع بشمال شرقي الوطن القبلي بالجمهورية التونسية، قرب مدينة الهوارية. يبلغ ارتفاعه 393 م.